# Gesetz der Bravados
Gesetz der Bravados (Originaltitel: Brandy, el sheriff de Losatumba) ist ein spanisch-italienischer Western, der vor Beginn der Blütezeit des Italowestern 1963 entstand. Die deutschsprachige Erstaufführung war am 3. Juni 1965.

## Handlung
In Losatumba herrschen die „Ehrenmänner“ der Stadt nach Gutdünken, die mit Hilfe des Revolvermannes Moody die Farmer der Gegend mittels „Versicherungen“ auspressen. Nachdem sie den Sheriff des Ortes, der sich ihnen entgegengestellt hatte, haben ermorden lassen, küren sie den stadtbekannten Säufer und ehemaligen Scharfschützen Brandy zu seinem Nachfolger. Dieser kann jedoch, mit Unterstützung durch einen alten Freund und aus Liebe zur Erbin Eva, zunächst die Farmer unterstützen, dann die Banditen besiegen und schließlich die Drahtzieher entlarven.

## Kritiken
„Harter Western mit zunehmend unglaubwürdiger Handlungsentwicklung, die sich bis zur Konfusion steigert.“

„...handwerklich sorgfältig gemacht, was Atmo, Story und darstellerische Leistungen angeht. Einzig die plötzliche und dramatische Wandlung des Säufers zum gestandenen Mann des Gesetzes sowie die schwülstig-romantischen Entgleisungen gehen auf keine Kuhhaut.“

„Sehr früher, unterhaltsamer Western“

„Dem Film geht mit zunehmender Dauer immer mehr der gestalterische Atem aus, bis er im letzten Teil völlig in Unglaubwürdigkeiten versandet. Unnötig.“

## Dies und das
- Der Titel im koproduzierenden Italien lautete Cavalca e uccidi.
- In den Nebenrollen finden sich sehr viele spanische Darsteller, die in den folgenden Jahren zum „Stammpersonal“ der Italo-Western gehören.
- In der deutschen Video-Veröffentlichung war der Film auf 73 Minuten heruntergekürzt.